# موران سرف
موران سرف (۱۶ مارس ۱۹۷۷)  عصب‌شناس، استاد دانشگاه نورث‌وسترن و سرمایه‌گذار است. وی در گذشته یک هکر کلاه سفید بوده‌است.